# Изернор
Изерно́р (фр. Izernore) — коммуна во Франции, находится в регионе Рона — Альпы. Департамент — Эн. Административный центр кантона Изернор. Округ коммуны — Нантюа.
Код INSEE коммуны — 01192.

## География
Коммуна расположена приблизительно в 380 км к юго-востоку от Парижа, в 75 км северо-восточнее Лиона, в 25 км к востоку от Бурк-ан-Бреса.
По территории коммуны протекает река Уаньен, приток реки Эн.

## Климат
Климат полуконтинентальный с холодной зимой и тёплым летом. Дожди бывают нечасто, в основном летом.

## Население
Население коммуны на 2010 год составляло 2278 человек.
| 1962 | 1968 | 1975 | 1982 | 1990 | 1999 | 2010 |
| ---- | ---- | ---- | ---- | ---- | ---- | ---- |
| 548  | 520  | 682  | 975  | 1170 | 1652 | 2278 |

## Администрация
| Период | Период | Фамилия          | Партия                    | Примечания |
| ------ | ------ | ---------------- | ------------------------- | ---------- |
| 1995   | 2001   | Мишель Карминати |                           |            |
| 2001   | 2008   | Жак Дерья        |                           |            |
| 2008   | 2014   | Мишель Коллета   | Союз за народное движение |            |

## Экономика
В 2010 году среди 1489 человек трудоспособного возраста (15—64 лет) 1164 были экономически активными, 325 — неактивными (показатель активности — 78,2 %, в 1999 году было 78,3 %). Из 1164 активных жителей работали 1062 человека (556 мужчин и 506 женщин), безработных было 102 (44 мужчины и 58 женщин). Среди 325 неактивных 116 человек были учениками или студентами, 118 — пенсионерами, 91 были неактивными по другим причинам.

## Достопримечательности
- Руины галло-римского храма. Исторический памятник с 1840 года[4]
- Церковь Успения Богоматери (XVI век). Исторический памятник с 1926 года[5]
- Археологический музей[6]

## Фотогалерея

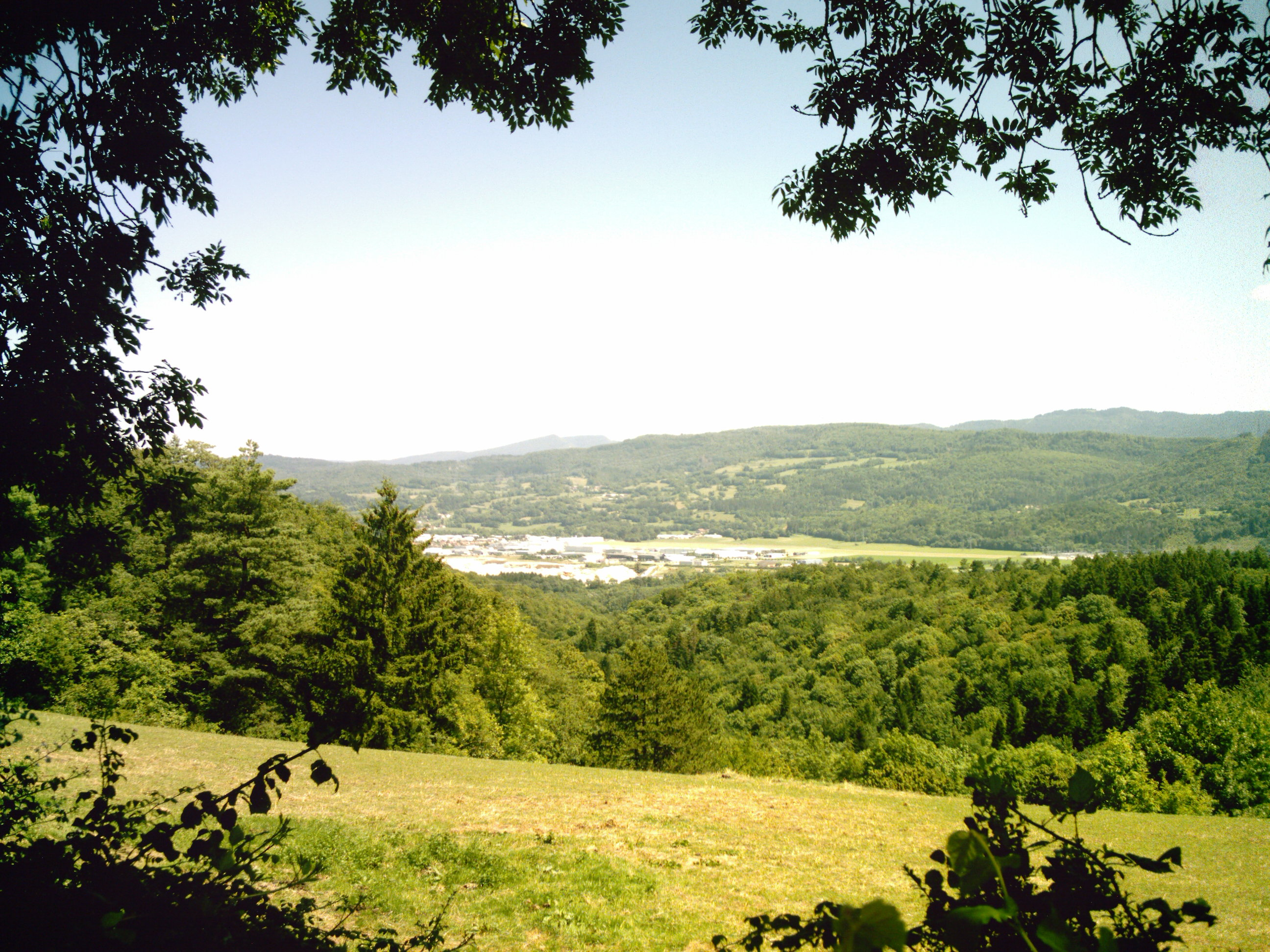
Долина Изернор
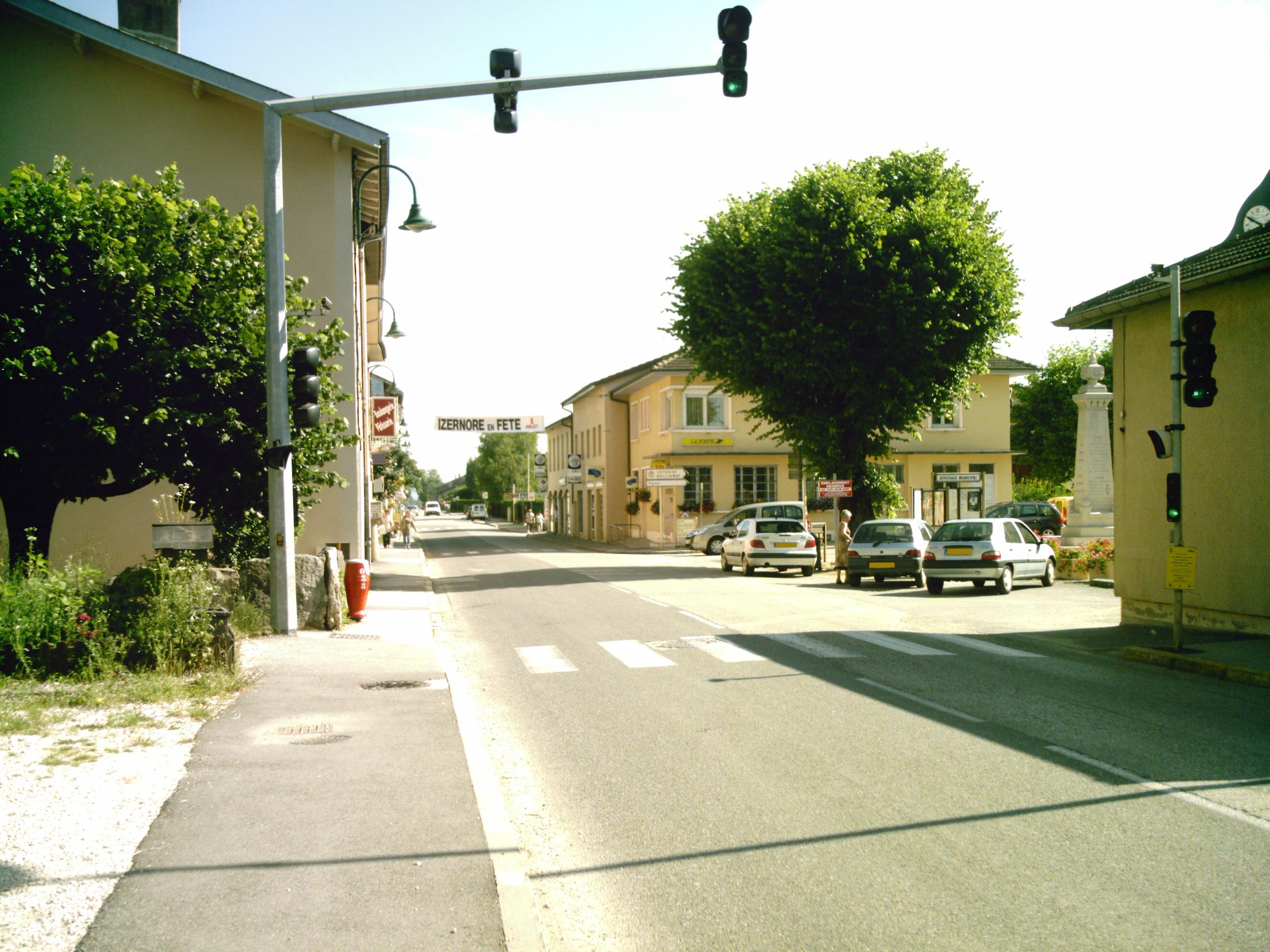
Центральная улица Изернора (Гранд-рю)
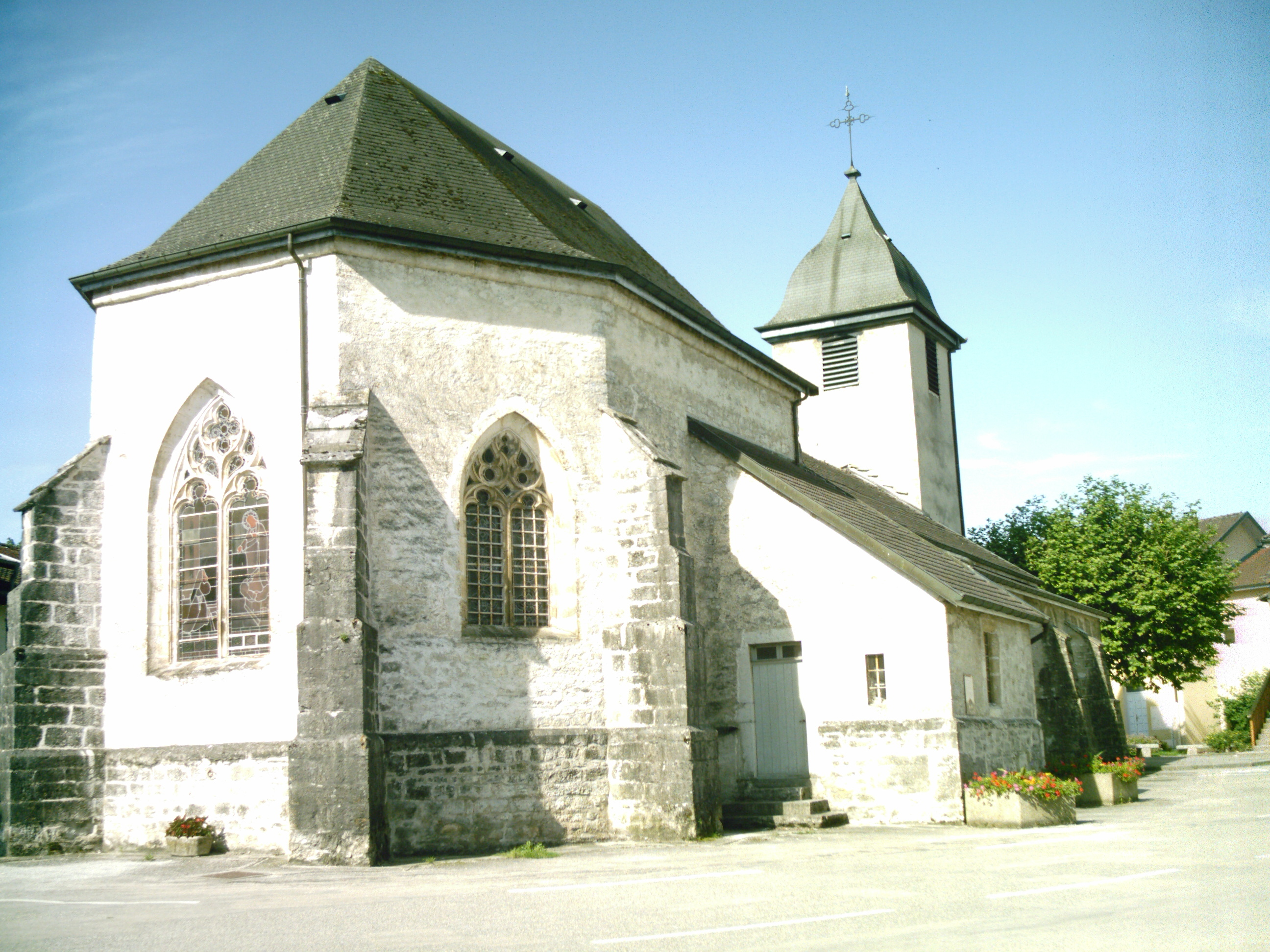
Церковь Успения Богоматери
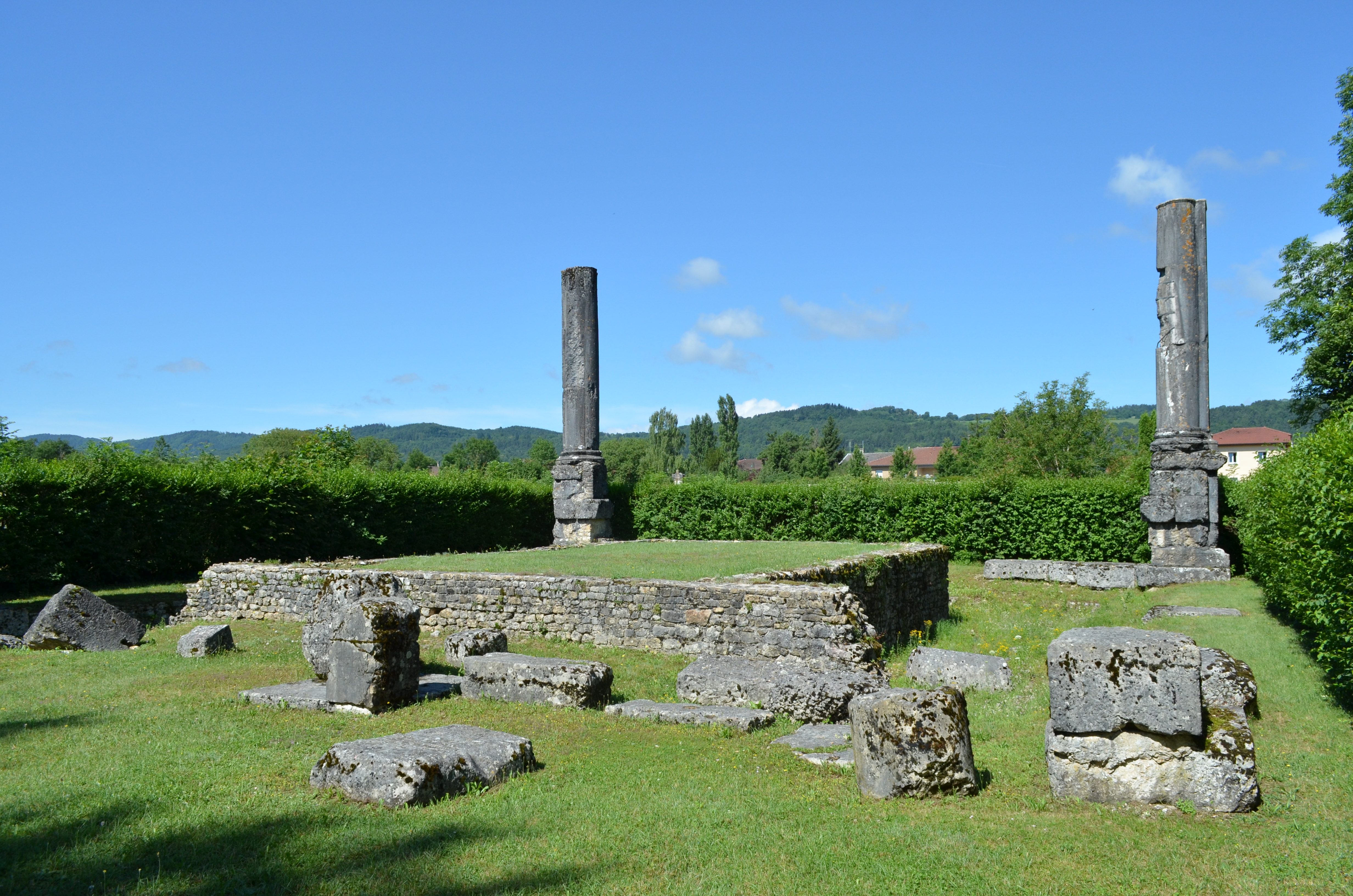
Руины галло-римского храма
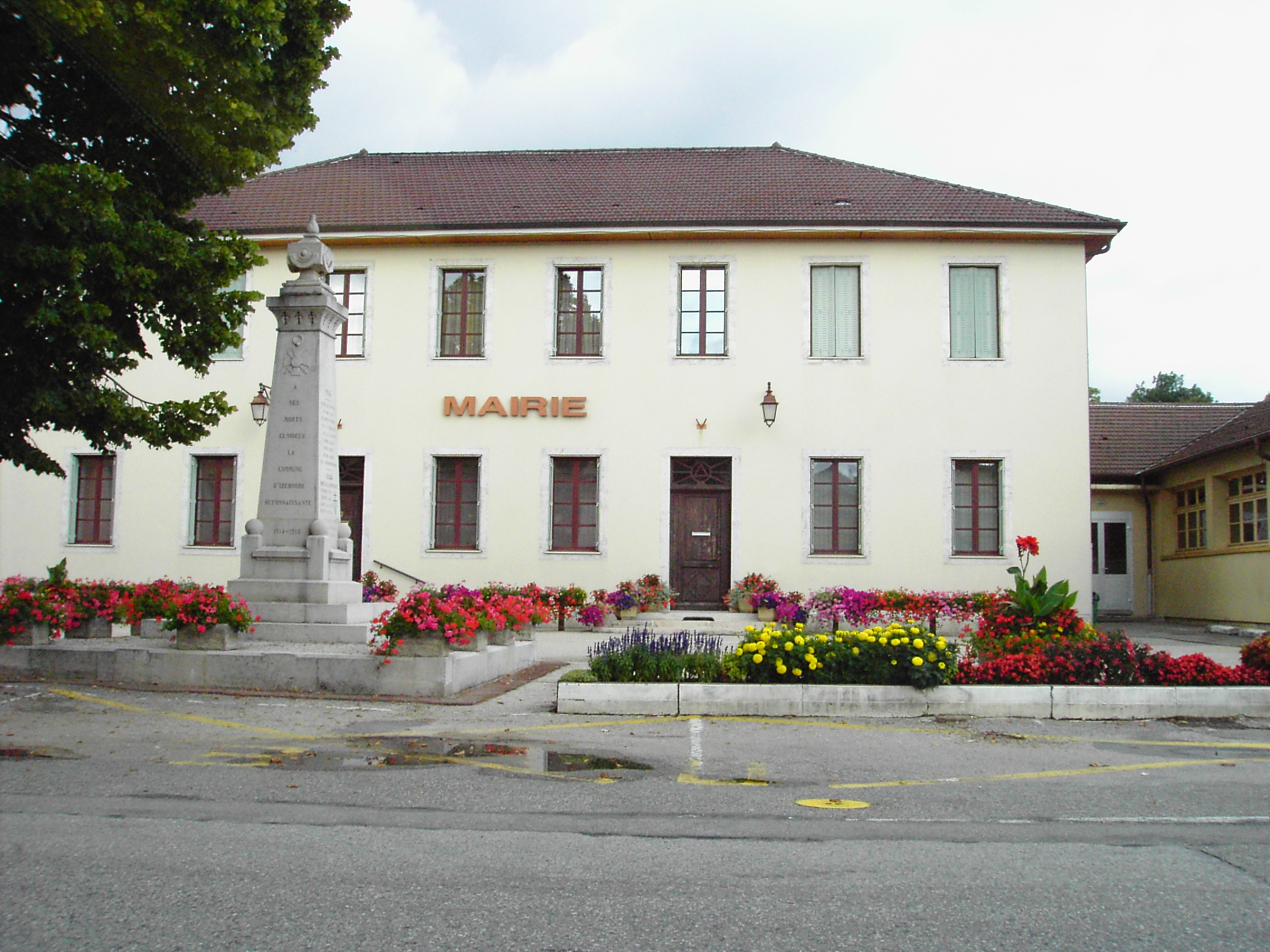
Мэрия и военный мемориал
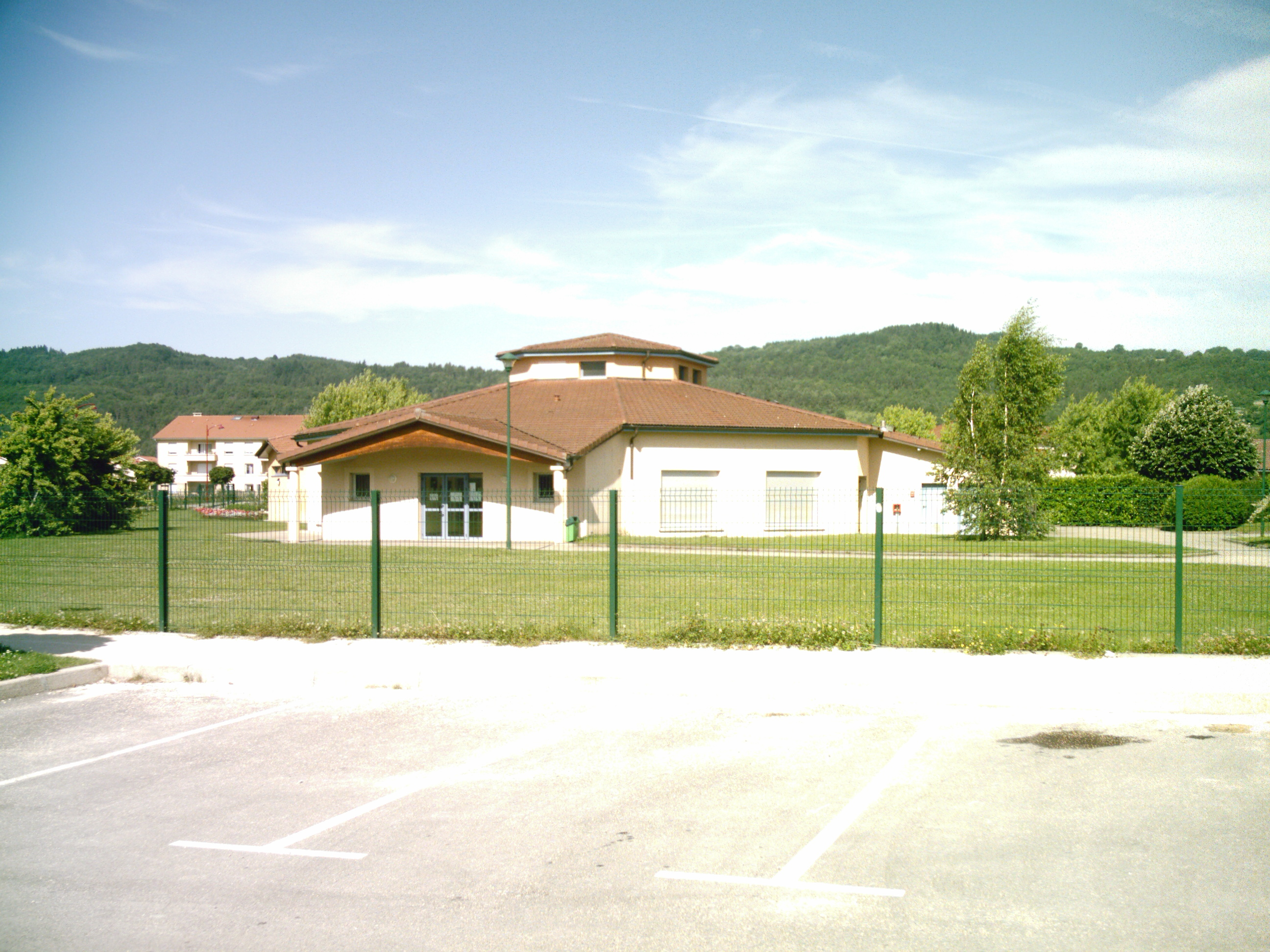
Школа